# Cordillère Occidentale (Colombie)
Pour les articles homonymes, voir Cordillère Occidentale.
La cordillère Occidentale est l'une des trois branches de la cordillère des Andes en Colombie, la plus proche de l'océan Pacifique. Son sommet le plus élevé est le cerro Tamaná avec 4 100 m d'altitude.

## Géographie
Orientée nord-sud, la cordillère Occidentale est séparée de la cordillère Centrale à partir du nœud de los Pastos par les vallées du río Cauca (qui coule vers le nord) et du río Patía (qui coule vers le sud puis vers l'ouest). Au nord, elle se sépare à partir du nœud de Paramillo en trois branches qui sont d'ouest en est : la serranía de Abibe, séparée de la serranía de San Jerónimo par la vallée du río Sinú, elle-même séparée de la serranía de Ayapel par la vallée du río San Jorge.
La cordillère Occidentale s'étend du sud au nord sur les départements de Nariño, Cauca, Valle del Cauca, Risaralda, Chocó, Antioquia et Córdoba.

### Principaux sommets
La liste ci-dessous ne comptabilise pas les sommets situés dans le nœud de los Pastos
- Cerro Tamaná (4 100 m)
- Farallones de Cali (4 100 m)
- Páramo de Frontino (es) (4 080 m)
- Nœud de Paramillo (3 960 m)
- Cerro Tatamá (es) (3 950 m)
- Alto Musinga (3 850 m)
- Cerro del Munchique (3 012 m)

### Hydrographie
- Río Cauca
  - Río San Jorge
- Río Atrato
  - Río Sucio
- Río Baudó
- Río San Juan
- Río San Juan de Micay
- Río Sinú

## Zones protégées
- Parc national naturel des Farallones de Cali
- Parc national naturel Las Orquídeas
- Parc national naturel de Munchique
- Parc national naturel de Paramillo
- Parc national naturel de Tatamá